# Evert Eloranta
Evert Eloranta (10 de outubro de 1879 - ? 1936) foi um jornalista e líder comunista finlandês durante a Guerra Civil Finlandesa. Ele foi o Ministro da Agricultura da República dos Trabalhadores Socialistas Finlandeses.